# Charles Mackerras

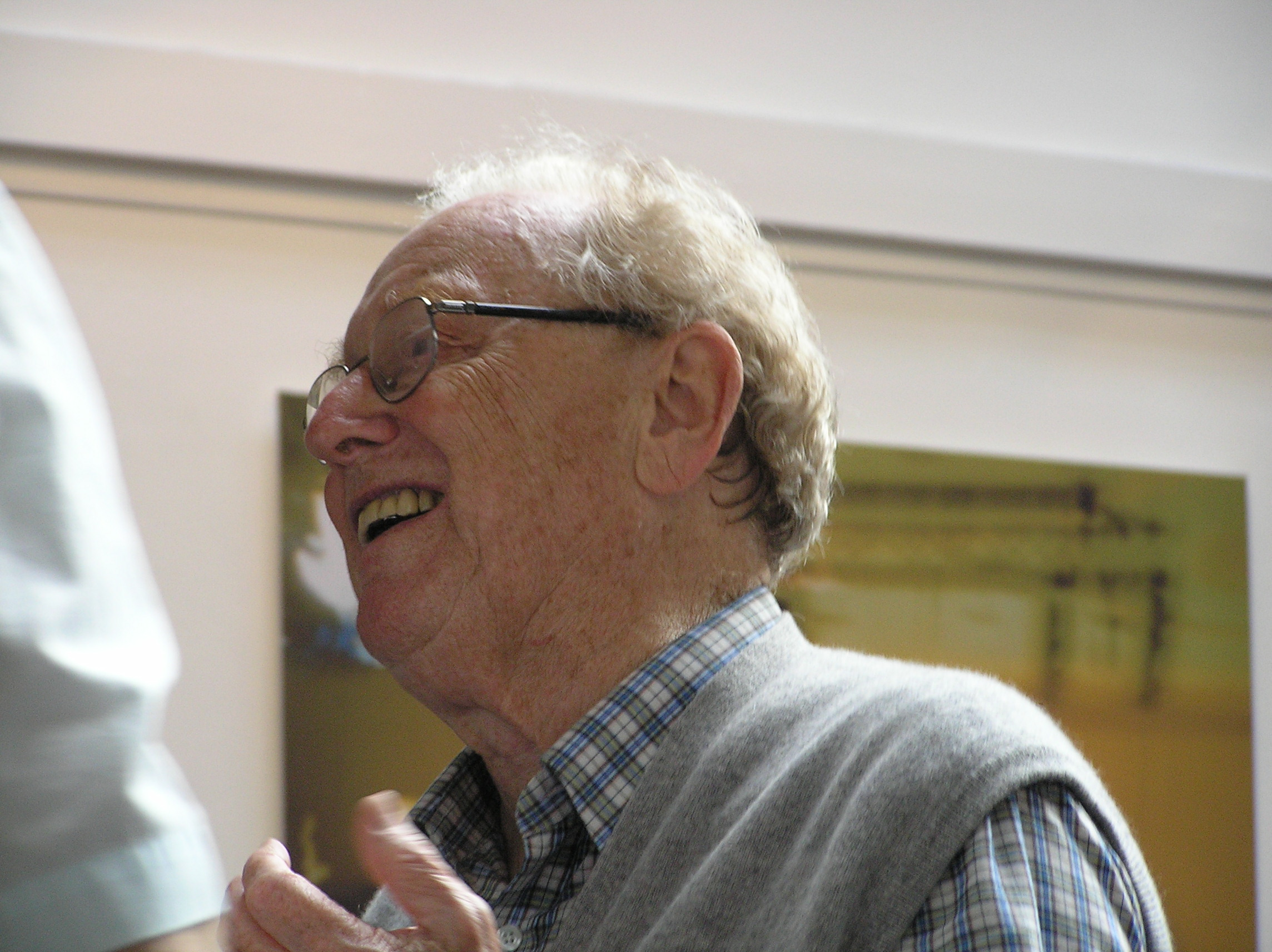
Sir Charles Mackerras (2005)

Sir Alan Charles MacLaurin Mackerras, AC, CH, CBE (* 17. November 1925 in Schenectady, Bundesstaat New York, USA; † 14. Juli 2010 in London) war ein australischer Dirigent, dessen Schwerpunkte im barocken und klassischen Repertoire lagen (Henry Purcell, Georg Friedrich Händel, Christoph Willibald Gluck, Wolfgang Amadeus Mozart) sowie im tschechischen (insbesondere Leoš Janáček, Bedřich Smetana) und englischen Repertoire (Gilbert und Sullivan, Edward Elgar, Frederick Delius, Benjamin Britten).

Mackerras als Dirigent von Brittens Albert Herring in Hamburg, Besetzungszettel mit Autogrammen von Mitwirkenden (1966)

## Leben und Wirken
Er studierte und spielte zunächst in Sydney Oboe, bevor er sich dem Dirigieren zuwandte. Prägend waren seine Studienjahre bei Václav Talich in Prag, aus denen er als Wahrer der böhmischen Tradition hervorging. Von 1954 bis 1956 war er Chefdirigent des BBC Concert Orchestra. Ab 1948 bis 1977 dirigierte er regelmäßig am Londoner Sadler’s Wells Theatre (zuletzt als dessen Generalmusikdirektor), von 1961 bis 1963 an der Berliner Staatsoper, von 1965 bis 1970 an der Hamburgischen Staatsoper und seit 1964 auch in Covent Garden. Sein Debüt an der Metropolitan Opera feierte er 1972, Paris folgte ein Jahr später. Spätestens seitdem war Mackerras einer der weltweit gefragtesten und geehrtesten Dirigenten und galt seit dem Tode Rafael Kubelíks auch als der authentischste „tschechische“ Dirigent der alten Schule. Mackerras war Ehrenbürger Prags und leitete jahrzehntelang regelmäßig die Tschechische Philharmonie. 1979 wurde er als Knight Bachelor („Sir“) geadelt.
Bahnbrechend in Mackerras’ diskografischer Karriere war seine hochkarätig besetzte und historisch getreue Aufnahme des Messiah (EMI 1967, mit Elizabeth Harwood, Janet Baker, Robert Tear und Raimund Herincx), die nach wie vor trotz mittelmäßiger Chöre als Meilenstein gilt. Auch werden seine Aufnahmen der Opern von Janáček – die ihm mehr als irgendjemand anderem ihre Anerkennung auf westlichen Bühnen verdanken – als mustergültig angesehen.
Mackerras war (zusammen mit Marion North) Präsident des Trinity Laban Conservatoire of Music and Dance.